# Como ser um conservador
Como ser um conservador é um livro de 2014 escrito pelo filósofo conservador Inglês Roger Scruton, no qual o autor traça a ideologia Conservadora, sua oposição ao materialismo econômico, e como ela pode ser aplicada aos problemas atuais.

## Recepção
Jesse Norman escreveu na revista The Spectator: "Há deslizes ocasionais e o estranho desabafo, mas o livro é altamente engajador, e pre-enchidos com ensinamentos sobre conteúdos diversos como tratados internacionais, alienação e a natureza da risada." 

## Traduções
Além da versão em português brasileiro, o livro também foi traduzido ao sueco, tcheco, e ao hebraico.